# Luigi Renzo
Luigi Renzo (Campana, 28 giugno 1947) è un vescovo cattolico italiano, dal 1º luglio 2021 vescovo emerito di Mileto-Nicotera-Tropea.

## Biografia

### Formazione e ministero sacerdotale
Mons. Renzo ha frequentato il seminario arcivescovile di Rossano e, successivamente, il Pontificio seminario regionale San Pio X di Catanzaro. Si è laureato in teologia alla Pontificia università lateranense ed in pedagogia all'Università di Urbino.
L'8 agosto 1971 è stato ordinato presbitero per l'arcidiocesi di Rossano-Cariati.
Ha ricoperto i seguenti uffici e ministeri:
- dal 1972 segretario di monsignor Antonio Cantisani (fino al 1980),
- dal 1980 parroco di San Nilo di Rossano (fino al 1999),
- dal 1981 rettore del Seminario minore arcivescovile di Rossano e vicario episcopale per la pastorale (fino al 1984);
- dal 1993 vicario generale,
- dal 1996 direttore dell'Ufficio regionale per i beni culturali ecclesiastici,
- dal 1999 parroco della cattedrale di Rossano.

Inoltre è stato:
- direttore del periodico diocesano Camminare insieme ed insegnante di religione nelle scuole statali,
- vicario episcopale per la pastorale,
- membro del consiglio presbiteriale,
- docente presso il seminario maggiore di Cosenza e l'Istituto pastorale regionale,
- direttore del Museo diocesano di arte sacra,
- rappresentante della CEC per i beni culturali presso la regione Calabria e consulente ecclesiastico diocesano dell'Unione giuristi cattolici.

Si è occupato di studi di storia e cultura locale ed ha vinto vari premi letterari per la poesia e la saggistica. Numerose sono le sue pubblicazioni. Collabora con la Gazzetta del Sud ed altri periodici. Il 20 novembre 1991 è stato nominato cappellano di Sua Santità.

### Ministero episcopale

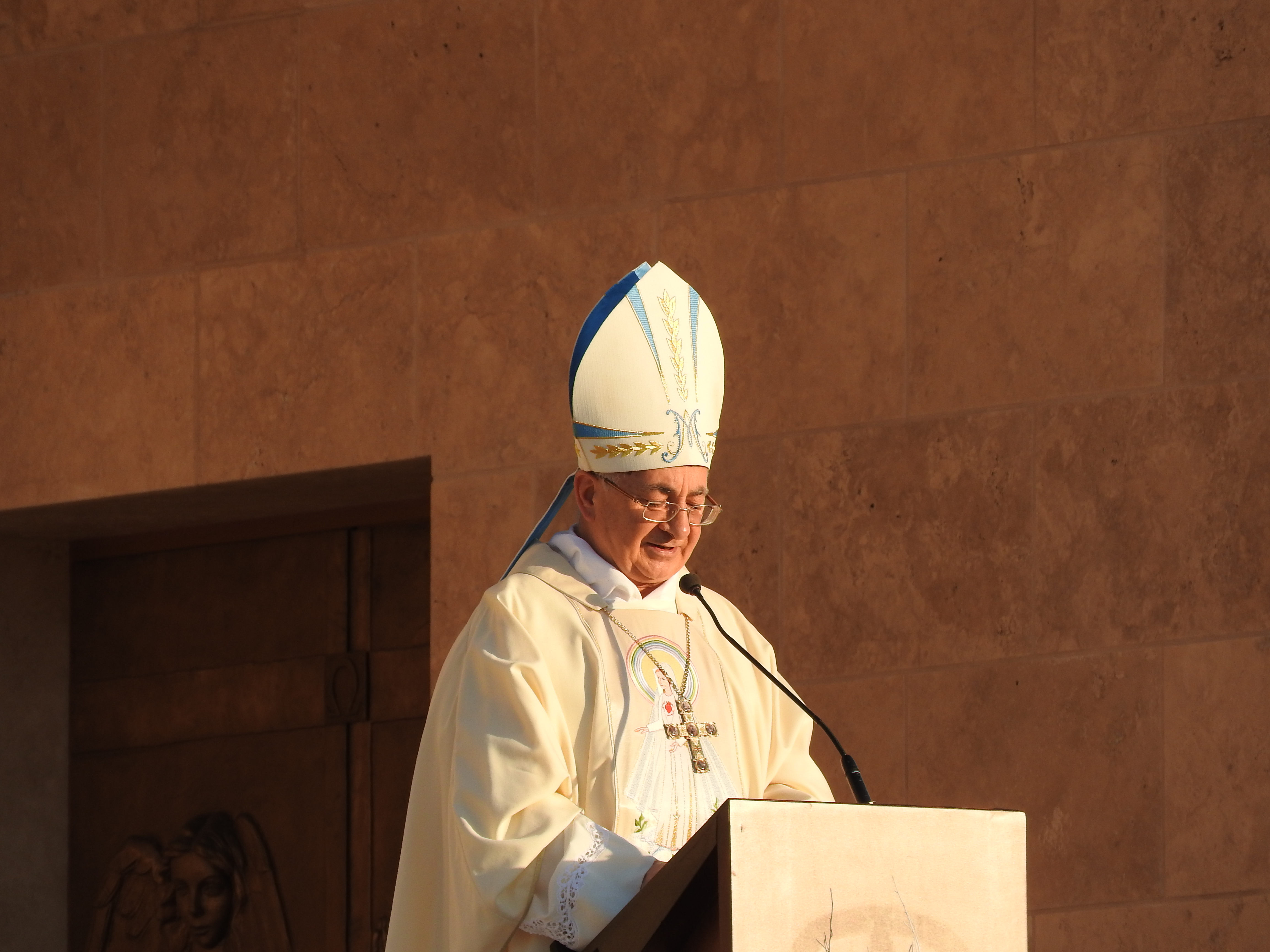
Mons. Luigi Renzo

Il 28 giugno 2007 papa Benedetto XVI lo ha eletto vescovo di Mileto-Nicotera-Tropea. L'8 agosto dello stesso anno è stato consacrato vescovo nella chiesa cattedrale di Rossano. Ha preso possesso canonico della diocesi l'8 settembre.
Il 25 ottobre 2017 ha indetto il sinodo diocesano.
Ha ricoperto il ruolo di segretario generale della Conferenza episcopale calabra dal 2013 al 2021.
Il 1º luglio 2021 papa Francesco ha accolto la sua rinuncia al governo pastorale della diocesi, presentata per motivi di salute, anche se lo stesso Renzo non ha escluso ragioni ulteriori; in attesa della nomina del suo successore è stato designato, come amministratore apostolico, il vescovo di Locri-Gerace Francesco Oliva.

## Genealogia episcopale e successione apostolica
La genealogia episcopale è:
- Cardinale Scipione Rebiba
- Cardinale Giulio Antonio Santori
- Cardinale Girolamo Bernerio, O.P.
- Arcivescovo Galeazzo Sanvitale
- Cardinale Ludovico Ludovisi
- Cardinale Luigi Caetani
- Cardinale Ulderico Carpegna
- Cardinale Paluzzo Paluzzi Altieri degli Albertoni
- Papa Benedetto XIII
- Papa Benedetto XIV
- Papa Clemente XIII
- Cardinale Marcantonio Colonna
- Cardinale Giacinto Sigismondo Gerdil, B.
- Cardinale Giulio Maria della Somaglia
- Cardinale Carlo Odescalchi, S.I.
- Cardinale Costantino Patrizi Naro
- Cardinale Lucido Maria Parocchi
- Papa Pio X
- Cardinale Gaetano De Lai
- Cardinale Raffaele Carlo Rossi, O.C.D.
- Cardinale Amleto Giovanni Cicognani
- Cardinale Salvatore Pappalardo
- Arcivescovo Vittorio Luigi Mondello
- Arcivescovo Santo Marcianò
- Vescovo Luigi Renzo

La successione apostolica è:
- Arcivescovo Francesco Massara (2018)

## Araldica
| Stemma | Descrizione |
| ------ | --- |
|        | La colomba bianca, simbolo dello Spirito Santo, vuole rappresentare lo spazio infinito in cui celebrare ed incarnare l'Amore seme della Speranza. La stella indica la SS. Madre di Dio, faro sicuro del cammino di cristiano, di sacerdote ed ora di vescovo pastore. Il vangelo aperto significa la sua adesione all'insegnamento di Cristo e la sua nascita nella fede. La scelta vocazionale sacerdotale qualifica il suo "sì" definitivo alla Parola che lo ha cercato, preso e cambiato. Il color "rosso-porpora" è risonanza del Codex Purpureus di Rossano, dove il suo Sacerdozio ha trovato spazio e motivi per sperimentare la Carità pastorale. La campana richiama il suo paese natale, dove si è radicata la sua umanità, presupposto di una presenza incarnata nel mondo hic et nunc. Il tutto inquartato nella croce come richiamo permanente sia al vissuto concreto da assumere con "...le gioie e le speranze, le tristezze e le angosce degli uomini, dei poveri soprattutto e di tutti coloro che soffrono..." (GS, n. 1), sia al gesto del dono totale di Cristo, modello necessario per ogni servizio ecclesiale. |